# Paraixeris pinnatipartita
Paraixeris pinnatipartita là một loài thực vật có hoa trong họ Cúc. Loài này được (Makino) Tzvelev mô tả khoa học đầu tiên năm 1964.